# Unité urbaine de Nancy
L'unité urbaine de Nancy est une unité urbaine française centrée sur la ville de Nancy, préfecture du département de Meurthe-et-Moselle, en région Grand Est.
Par sa population, l'unité urbaine de Nancy fait partie des grandes agglomérations de la France se situant au 23e rang national en 2022.

## Données générales
Dans le zonage réalisé par l'Insee en 1999, l'unité urbaine était composée de trente-sept communes.
Dans le zonage réalisé en 2010, l'unité urbaine était composée de vingt-huit communes, les neuf autres ayant constitué les unités urbaines de Dombasle-sur-Meurthe et de Neuves-Maisons.
Dans le nouveau zonage réalisé en 2020, elle est composée des vingt-huit mêmes communes.
En 2022, avec 286 825 habitants, elle représente la 1re unité urbaine du département de Meurthe-et-Moselle et occupe le 3e rang dans la région Grand Est. Au niveau national, elle se situe au 23e rang.
En 2022, sa densité de population s'élève à 1 166 hab/km2. Par sa superficie, elle représente 4,69 % du territoire départemental mais, par sa population, elle regroupe 39,14 % de la population du département de Meurthe-et-Moselle.

Agglomérations de plus de 100000 habitants en France en 2022.

## Composition 2020 de l'unité urbaine
Elle est composée des 28 communes suivantes :
| Nom                       | Code Insee | Département        | Statut       | Superficie (km2) | Population (dernière pop. légale) | Densité (hab./km2) | Modifier                                    |
| ------------------------- | ---------- | ------------------ | ------------ | ---------------- | --------------------------------- | ------------------ | ------------------------------------------- |
| Nancy (ville-centre)      | 54395      | Meurthe-et-Moselle | ville-centre | 15,01            | 104 387 (2022)                    | 6 954              | modifier les données · modifier les données |
| Belleville                | 54060      | Meurthe-et-Moselle | banlieue     | 10,22            | 1 503 (2022)                      | 147                | modifier les données · modifier les données |
| Bouxières-aux-Dames       | 54090      | Meurthe-et-Moselle | banlieue     | 4,11             | 4 122 (2022)                      | 1 003              | modifier les données · modifier les données |
| Champigneulles            | 54115      | Meurthe-et-Moselle | banlieue     | 23,99            | 6 588 (2022)                      | 275                | modifier les données · modifier les données |
| Custines                  | 54150      | Meurthe-et-Moselle | banlieue     | 11,76            | 3 095 (2022)                      | 263                | modifier les données · modifier les données |
| Dommartemont              | 54165      | Meurthe-et-Moselle | banlieue     | 1,32             | 567 (2022)                        | 430                | modifier les données · modifier les données |
| Essey-lès-Nancy           | 54184      | Meurthe-et-Moselle | banlieue     | 5,75             | 8 733 (2022)                      | 1 519              | modifier les données · modifier les données |
| Eulmont                   | 54186      | Meurthe-et-Moselle | banlieue     | 7,97             | 1 116 (2022)                      | 140                | modifier les données · modifier les données |
| Frouard                   | 54215      | Meurthe-et-Moselle | banlieue     | 12,96            | 6 480 (2022)                      | 500                | modifier les données · modifier les données |
| Heillecourt               | 54257      | Meurthe-et-Moselle | banlieue     | 3,65             | 5 396 (2022)                      | 1 478              | modifier les données · modifier les données |
| Houdemont                 | 54265      | Meurthe-et-Moselle | banlieue     | 3,62             | 2 069 (2022)                      | 572                | modifier les données · modifier les données |
| Jarville-la-Malgrange     | 54274      | Meurthe-et-Moselle | banlieue     | 2,43             | 9 362 (2022)                      | 3 853              | modifier les données · modifier les données |
| Laneuveville-devant-Nancy | 54300      | Meurthe-et-Moselle | banlieue     | 12,47            | 6 595 (2022)                      | 529                | modifier les données · modifier les données |
| Laxou                     | 54304      | Meurthe-et-Moselle | banlieue     | 15,94            | 15 126 (2022)                     | 949                | modifier les données · modifier les données |
| Lay-Saint-Christophe      | 54305      | Meurthe-et-Moselle | banlieue     | 11,59            | 2 367 (2022)                      | 204                | modifier les données · modifier les données |
| Liverdun                  | 54318      | Meurthe-et-Moselle | banlieue     | 25,23            | 5 656 (2022)                      | 224                | modifier les données · modifier les données |
| Malleloy                  | 54338      | Meurthe-et-Moselle | banlieue     | 4,06             | 986 (2022)                        | 243                | modifier les données · modifier les données |
| Malzéville                | 54339      | Meurthe-et-Moselle | banlieue     | 7,53             | 7 818 (2022)                      | 1 038              | modifier les données · modifier les données |
| Marbache                  | 54351      | Meurthe-et-Moselle | banlieue     | 10,63            | 1 671 (2022)                      | 157                | modifier les données · modifier les données |
| Maxéville                 | 54357      | Meurthe-et-Moselle | banlieue     | 5,63             | 10 014 (2022)                     | 1 779              | modifier les données · modifier les données |
| Pompey                    | 54430      | Meurthe-et-Moselle | banlieue     | 8,13             | 4 815 (2022)                      | 592                | modifier les données · modifier les données |
| Pulnoy                    | 54439      | Meurthe-et-Moselle | banlieue     | 3,74             | 5 123 (2022)                      | 1 370              | modifier les données · modifier les données |
| Saint-Max                 | 54482      | Meurthe-et-Moselle | banlieue     | 1,85             | 10 100 (2022)                     | 5 459              | modifier les données · modifier les données |
| Saulxures-lès-Nancy       | 54495      | Meurthe-et-Moselle | banlieue     | 7,05             | 4 306 (2022)                      | 611                | modifier les données · modifier les données |
| Seichamps                 | 54498      | Meurthe-et-Moselle | banlieue     | 4,30             | 5 155 (2022)                      | 1 199              | modifier les données · modifier les données |
| Tomblaine                 | 54526      | Meurthe-et-Moselle | banlieue     | 5,55             | 9 040 (2022)                      | 1 629              | modifier les données · modifier les données |
| Vandœuvre-lès-Nancy       | 54547      | Meurthe-et-Moselle | banlieue     | 9,46             | 29 697 (2022)                     | 3 139              | modifier les données · modifier les données |
| Villers-lès-Nancy         | 54578      | Meurthe-et-Moselle | banlieue     | 9,95             | 14 938 (2022)                     | 1 501              | modifier les données · modifier les données |

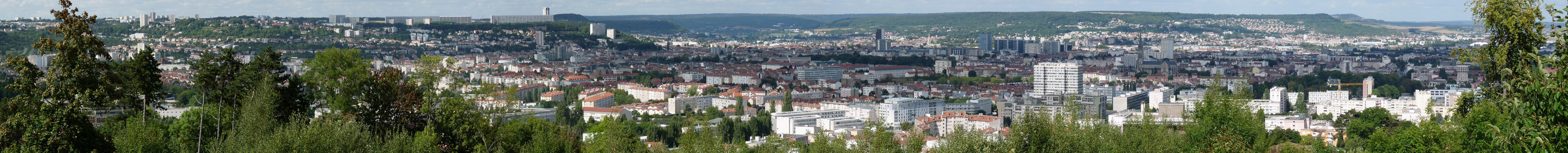
Vue panoramique d'une partie de l'agglomération de Nancy depuis les hauteurs de Vandœuvre.

## Démographie

### Contexte démographique de l'unité urbaine de Nancy
Le tableau suivant détaille le poids démographique de l'agglomération nancéienne au sein du département de Meurthe-et-Moselle (en % par rapport au département) :
| Département        | Communes | Communes (%) | Superficie (km²) | Superficie (%) | Population (2022) | Population (%) |
| ------------------ | -------- | ------------ | ---------------- | -------------- | ----------------- | -------------- |
| Meurthe-et-Moselle | 28       | 4,74         | 246              | 4,69           | 286 825           | 39,14          |

Trois autres agglomérations de taille moyenne se situent dans un rayon de 20 km autour de Nancy :
- L'agglomération de Pont-à-Mousson (24 000 hab.), au nord
- L'agglomération de Toul (23 000 hab.), à l'ouest
- L'agglomération de Lunéville (22 000 hab.), à l'est

Parmi ces trois agglomérations, qui triangulent géographiquement celle de Nancy, les deux dernières constituent les pôles urbains secondaires d'un bassin de population de 520 000 habitants répartis au sud du département de Meurthe-et-Moselle, ainsi que dans les départements voisins, au sein de l'aire d'attraction de Nancy.
Composition démographique
Selon les données 2020 de l'INSEE, d'après le recensement de 2017, la population de l'unité urbaine de Nancy comptait 148 843 femmes pour 137 198 hommes. L'agglomération contient 142 004 ménages dont 67 734 personnes seules (47,7% des ménages).
Pyramide des âges
| Hommes | Classe d’âge | Femmes |
| ------ | ------------ | ------ |
| 0,5    | + 90         | 1,7    |
| 6,0    | 75-89        | 9,1    |
| 14,1   | 60-74        | 15,6   |
| 17,0   | 45-59        | 17,5   |
| 18,7   | 30-44        | 17,0   |
| 27,5   | 15-29        | 25,0   |
| 16,1   | 0-14         | 14,1   |

### Évolution démographique
En 2010, l'INSEE a procédé à une révision des délimitations des unités urbaines en France. Cette opération a mis en évidence, au sein de l'agglomération de Nancy, des ruptures de bâti supérieures à 200 mètres et a conduit au retrait des agglomérations de Dombasle-sur-Meurthe, Ludres et Neuves-Maisons de l’agglomération nancéienne. Ces trois agglomérations, d'un total de 45 000 habitants, devenant ainsi des unités urbaines indépendantes limitrophes de celle de Nancy. Auparavant, selon la délimitation de 1999, l'unité urbaine de Nancy était alors composée de 37 communes et environ 331 000 habitants.
L'unité urbaine de Nancy est donc depuis 2010 essentiellement orientée vers le nord du bassin nancéien en suivant, sur une vingtaine de kilomètres, l'urbanisation qui s'est développée sur les rives de la Meurthe, puis de la Moselle jusqu'à Belleville où l'unité intègre une majeure partie de la Communauté de communes du bassin de Pompey, intercommunalité de la banlieue nord de Nancy.
Vers le sud en revanche, les villes de Ludres et Fléville-devant-Nancy, bien qu'étant membres de la Métropole du Grand Nancy et géographiquement plus proches de Nancy que ne l'est la commune de Belleville, ne font pas partie de cette unité urbaine. Comme le conçoit l'INSEE, cela s'explique par une intégration urbaine moins marquée et une discontinuité du bâti plus importante qu'au nord de l'agglomération.
Tableau de l'évolution démographique
L'évolution démographique représentée dans le tableau suivant concerne l'unité urbaine dans sa délimitation de 2020.
| 1968    | 1975    | 1982    | 1990    | 1999    | 2006    | 2011    | 2016    | 2022    |
| ------- | ------- | ------- | ------- | ------- | ------- | ------- | ------- | ------- |
| 264 211 | 286 184 | 284 441 | 287 243 | 288 096 | 287 384 | 285 358 | 285 777 | 286 825 |

Courbe de l'évolution démographique

#### Données générales
- Unité urbaine en France
- Aire d'attraction d'une ville
- Liste des unités urbaines de France

#### Données démographiques en rapport avec l'unité urbaine de Nancy
- Aire d'attraction de Nancy
- Arrondissement de Nancy

#### Données démographiques en rapport avec la Meurthe-et-Moselle
- Démographie de Meurthe-et-Moselle